# Cáo Cape
Cáo Cape hay cáo cama hoặc cáo lưng bạc (Vulpes chama) là một loài động vật có vú trong họ Chó, bộ Ăn thịt. Loài này được A. Smith mô tả năm 1833.

## Hình ảnh

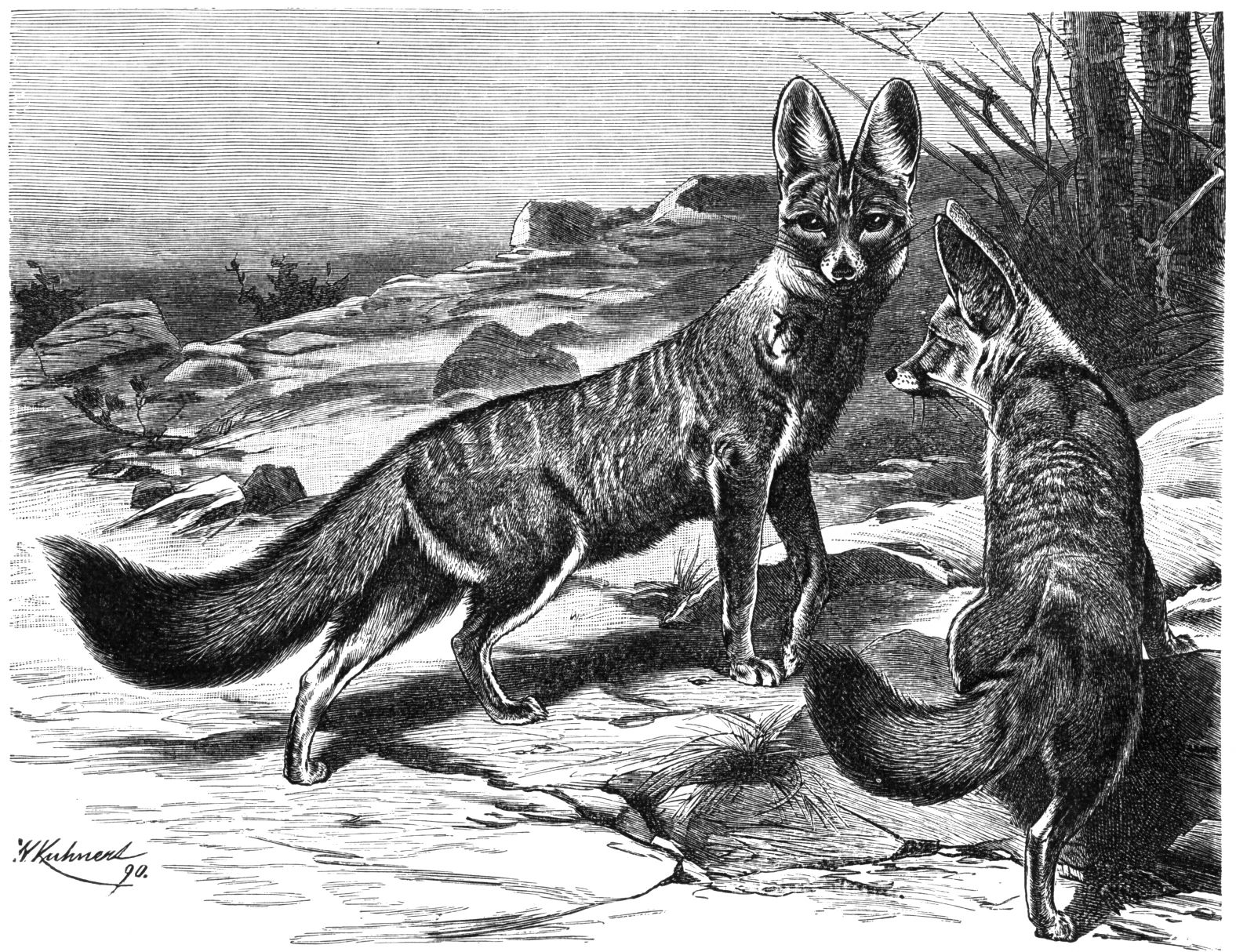
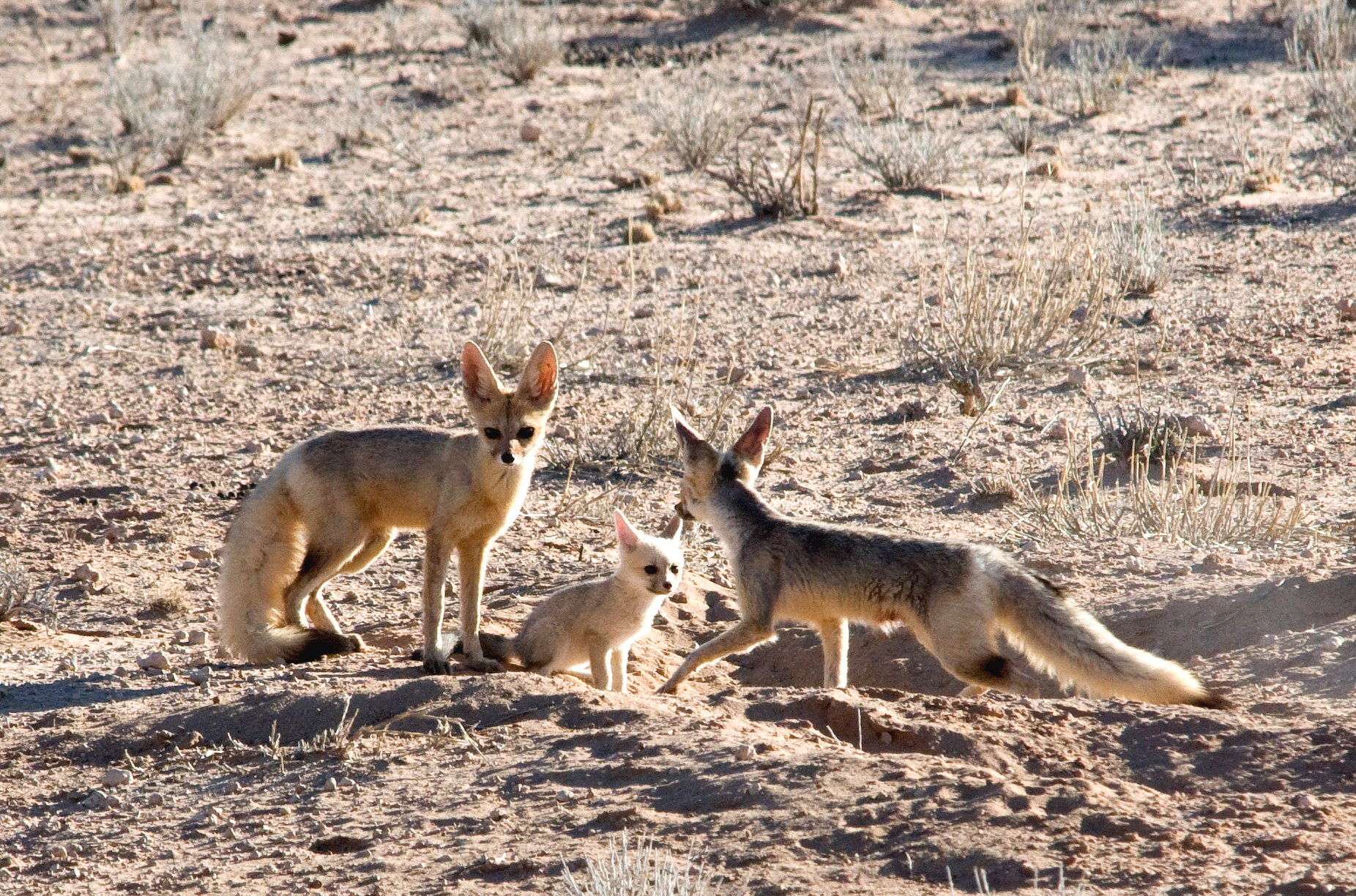
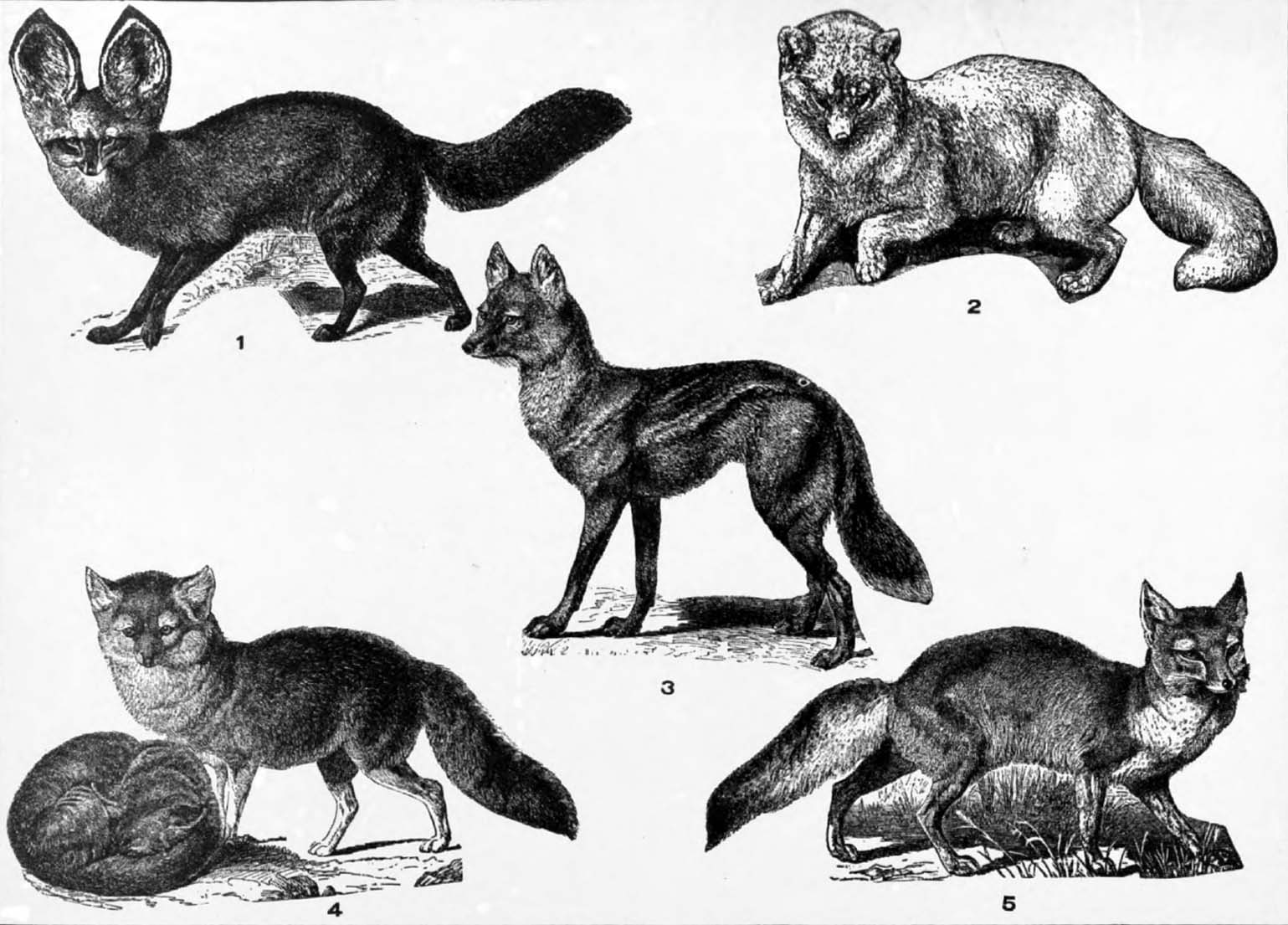
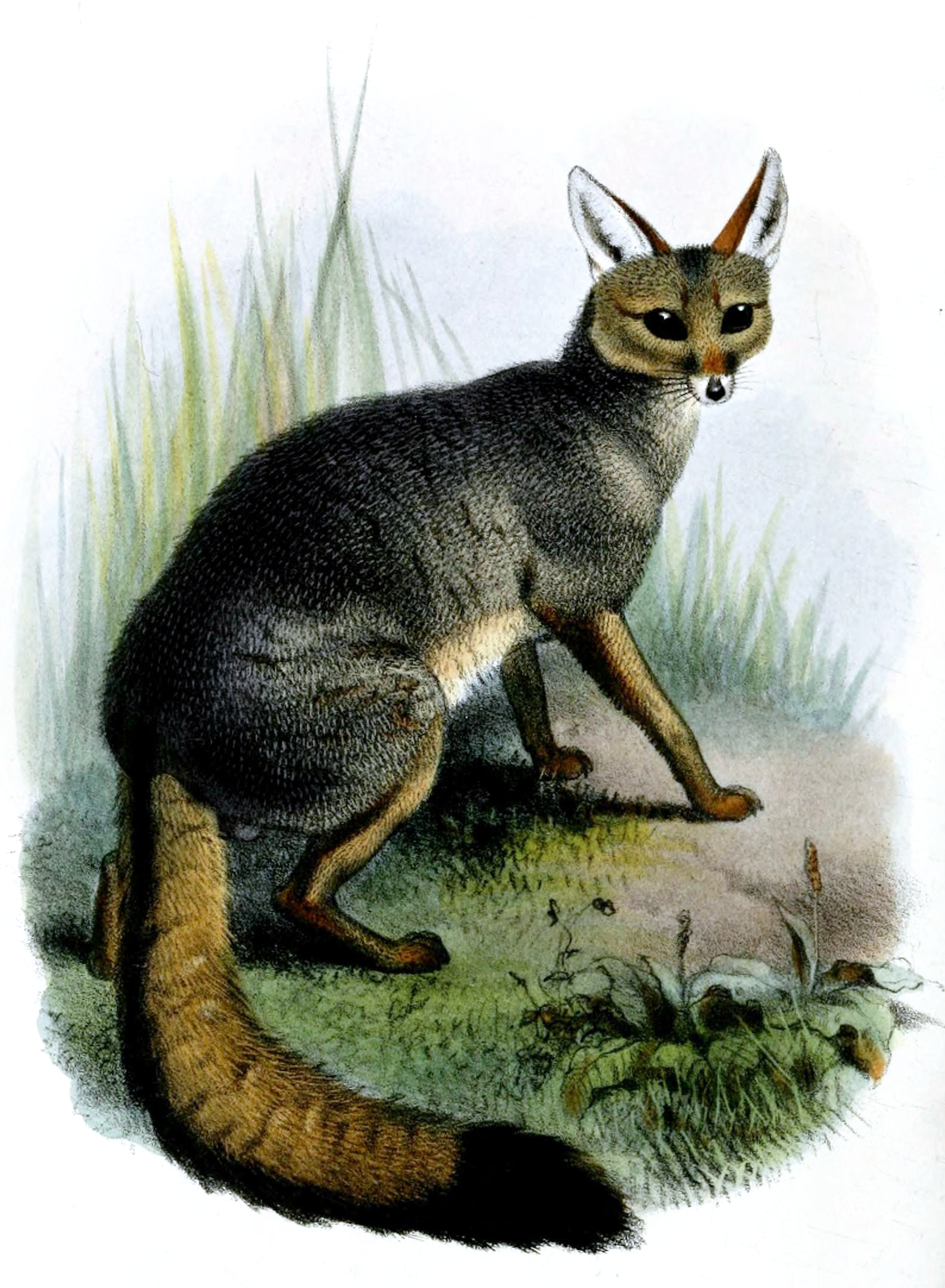